# Бульвар Культуры

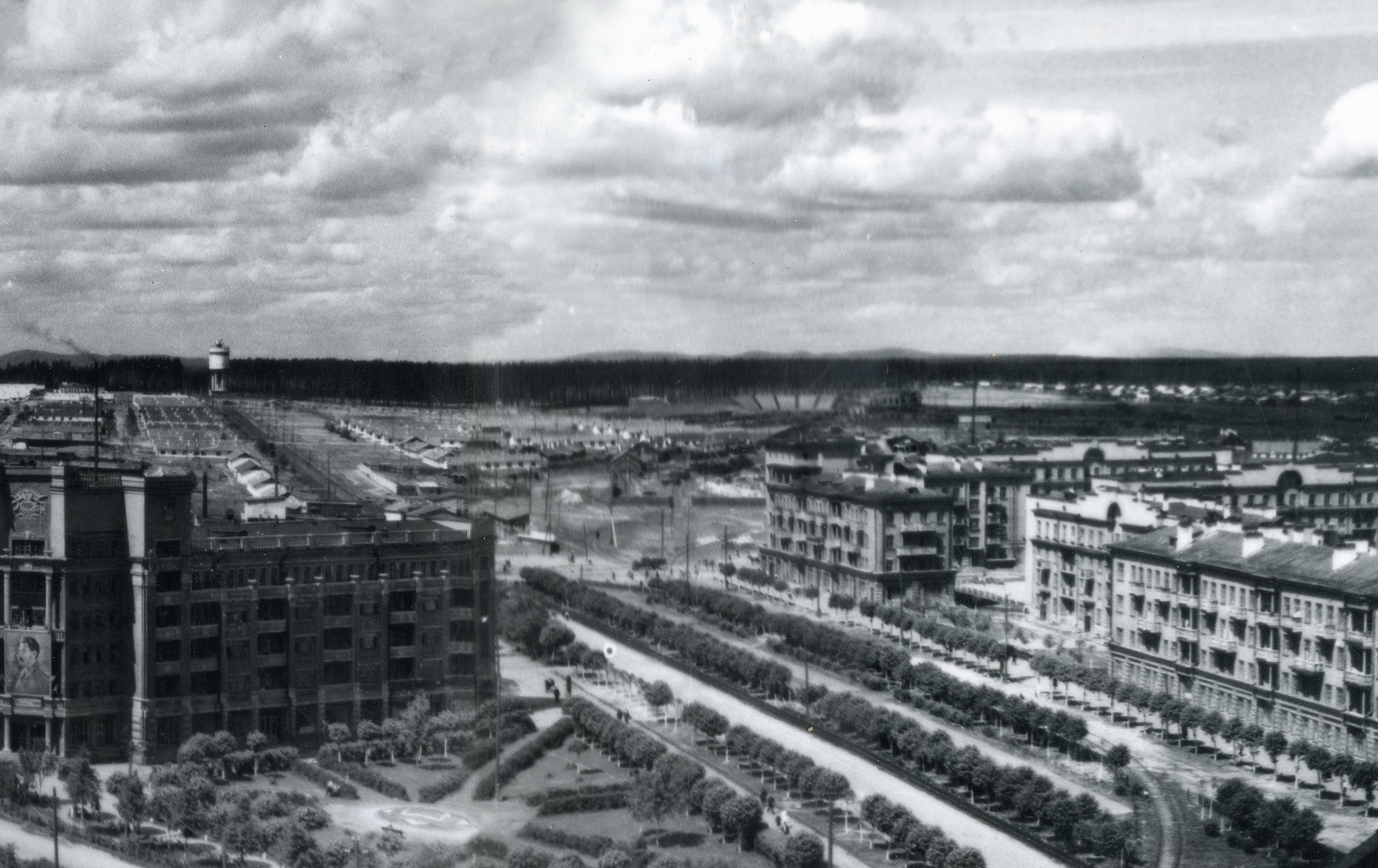
Строящиеся здания на бульваре в 1930-е годы, слева здание гостиницы Мадрид

Бульвар Культу́ры — бульвар в Екатеринбурге. В Росреестре большинство домов имеют адрес «улица Культуры». На планах жилого района Уралмаш начала 1930-х годов указано название «проспект Культуры». Идёт от площади Первой Пятилетки до пересечения улиц Донбасской и Бакинских Комиссаров в Орджоникидзевском административном районе Екатеринбурга (жилой микрорайон Уралмаш). Общая протяжённость бульвара — около 1,3 километра. Название «бульвар Культуры» — ошибка, проникшая даже в документы. При смене собственников жилья в адресе вновь указывается «улица Культуры».

## Достопримечательности
- Дом № 2 (проспект Орджоникидзе, д. № 1) — жилой дом, входящий в комплекс зданий Площади Первой Пятилетки (бывший Дом технической учёбы Уралмашзавода). Возведён в 1932 году, проект подготовлен под руководством архитектора П. В. Оранского. Является памятником архитектуры регионального значения[2].
- Дома № 4, 6, 8 — четырёхэтажные «полнометражные» жилые дома в стиле «неоклассицизма», сданы в 1938-39 годах, архитектор П. В. Оранский.[2].
- Бывший Дворец культуры УЗТМ.
- Стела в честь 50-летия УЗТМ.1983, скульптор В.Е. Егоров и др.
- Памятник разведчику Николаю Кузнецову, 1985, автор В. Е. Егоров.
- Новое здание Дворца культуры УЗТМ (1981).

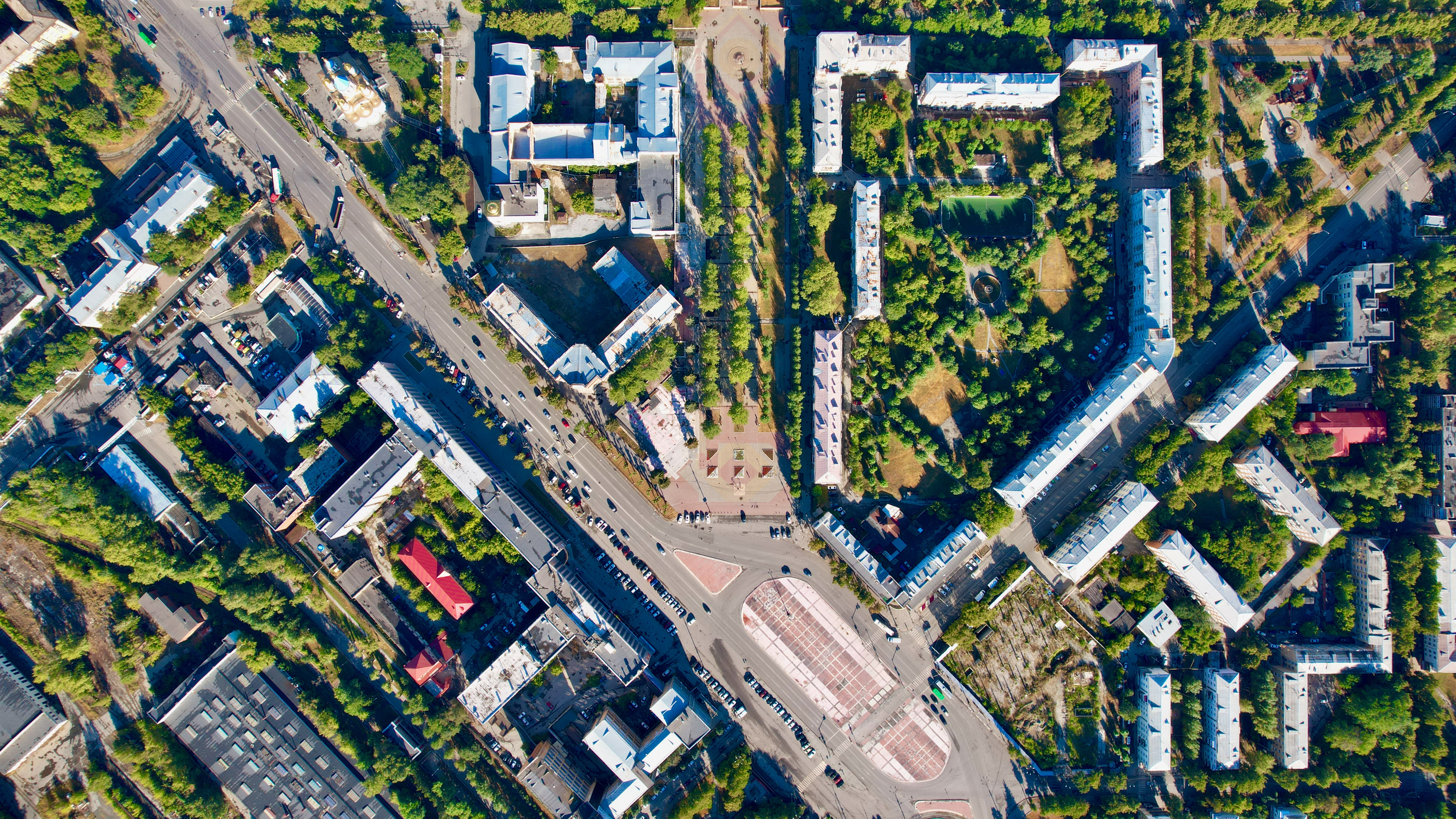
Вид с высоты, улица в центре снимка
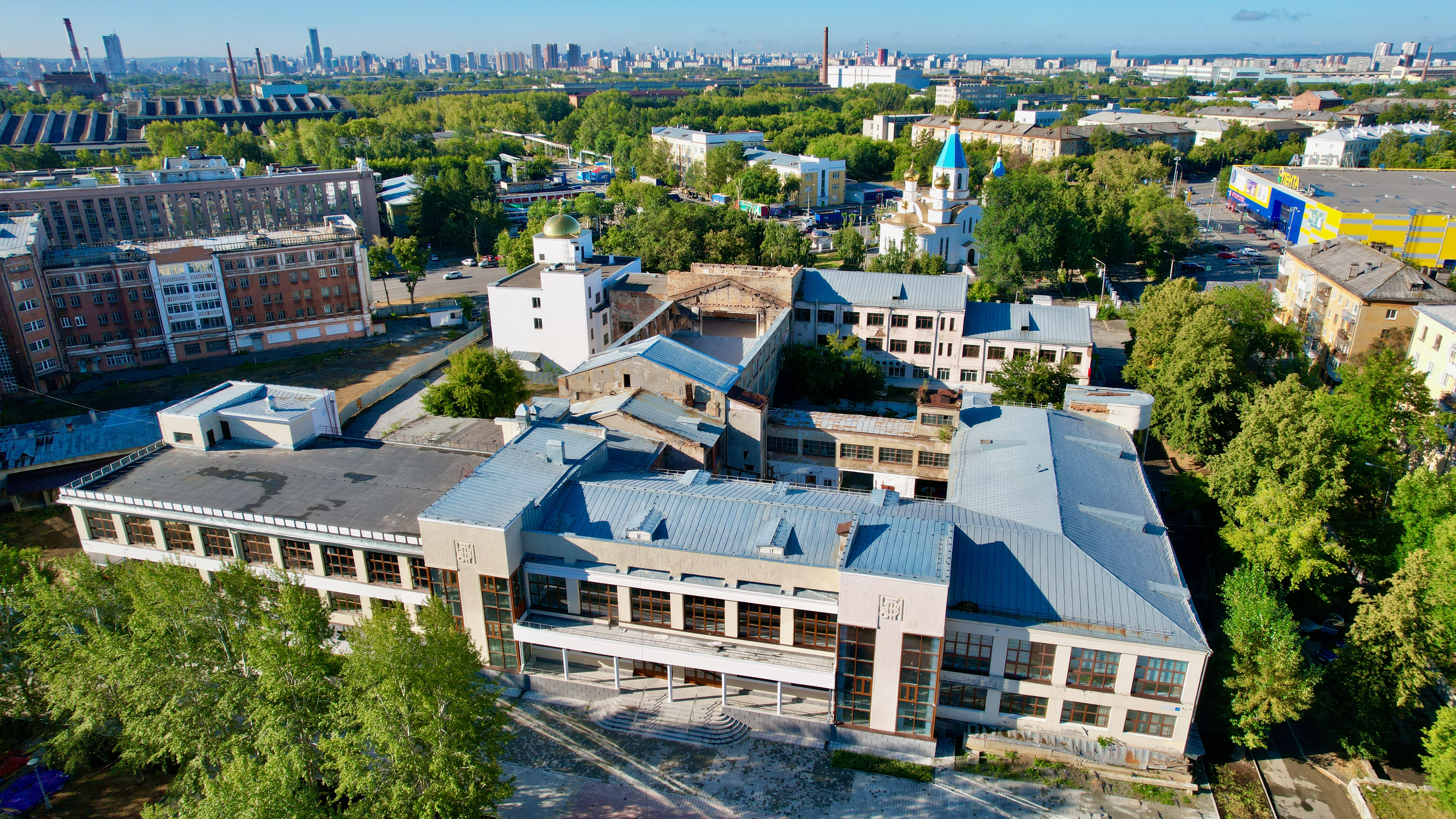
Фабрика-кухня УЗТМ
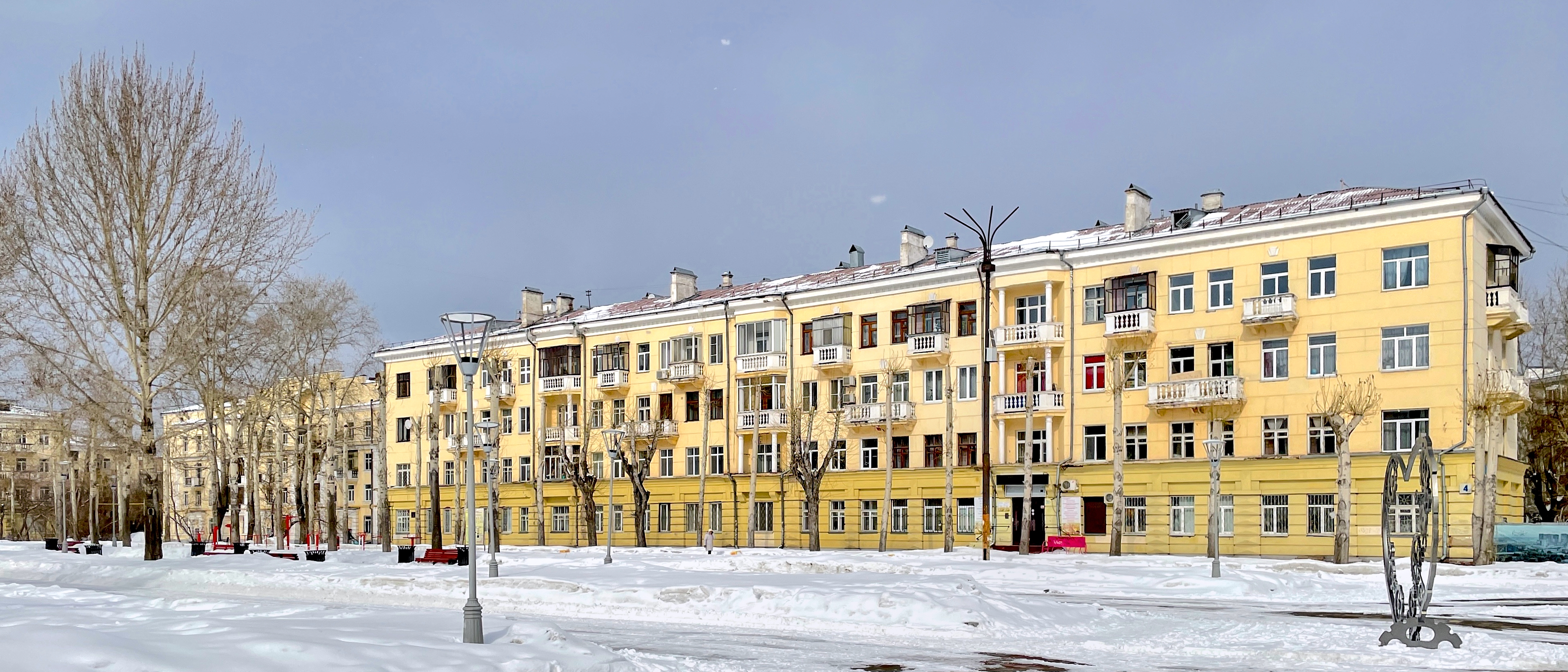
Дом № 4
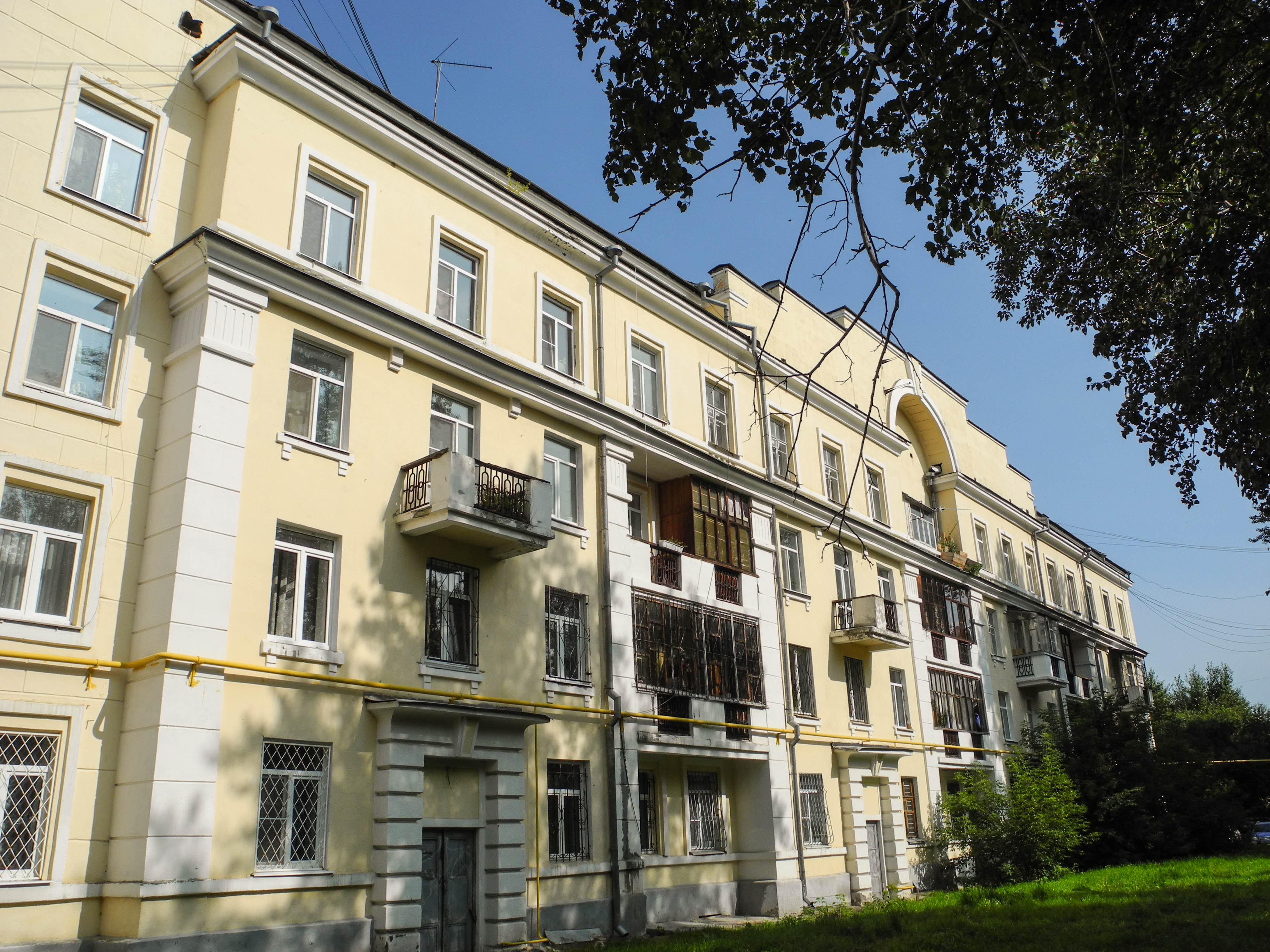
Дом № 6
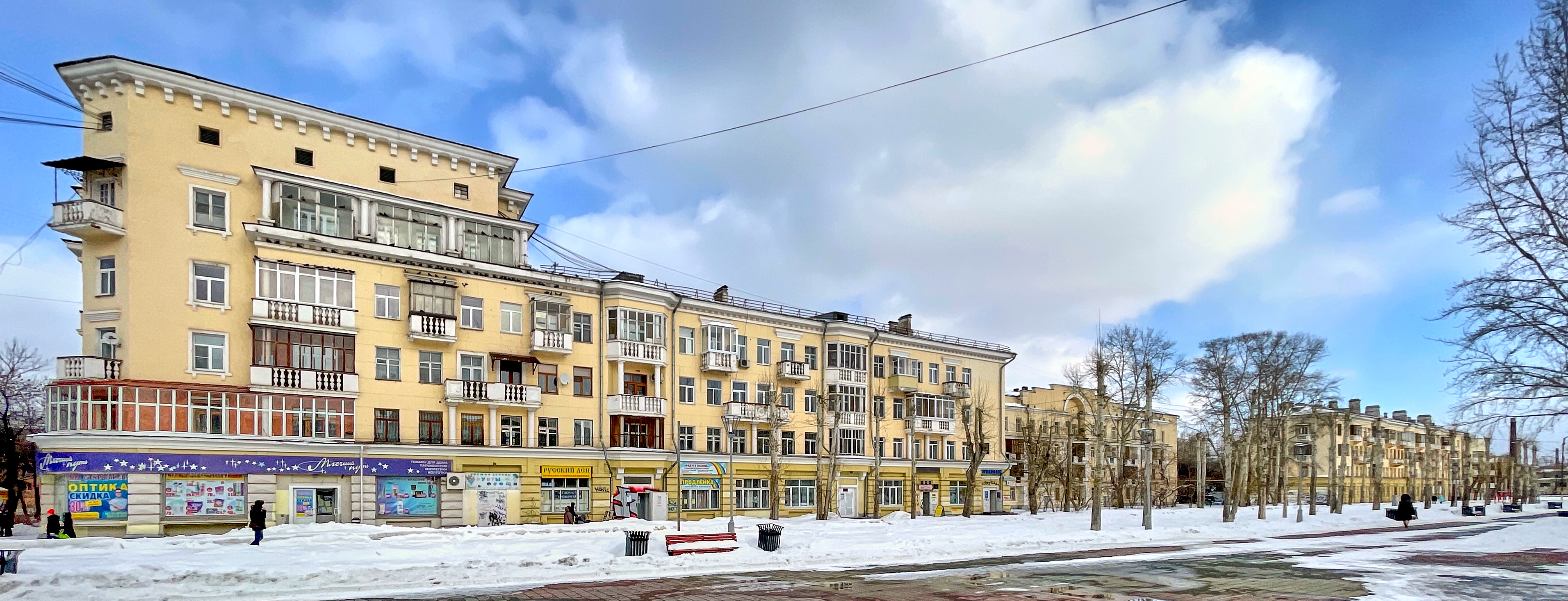
Дом № 8
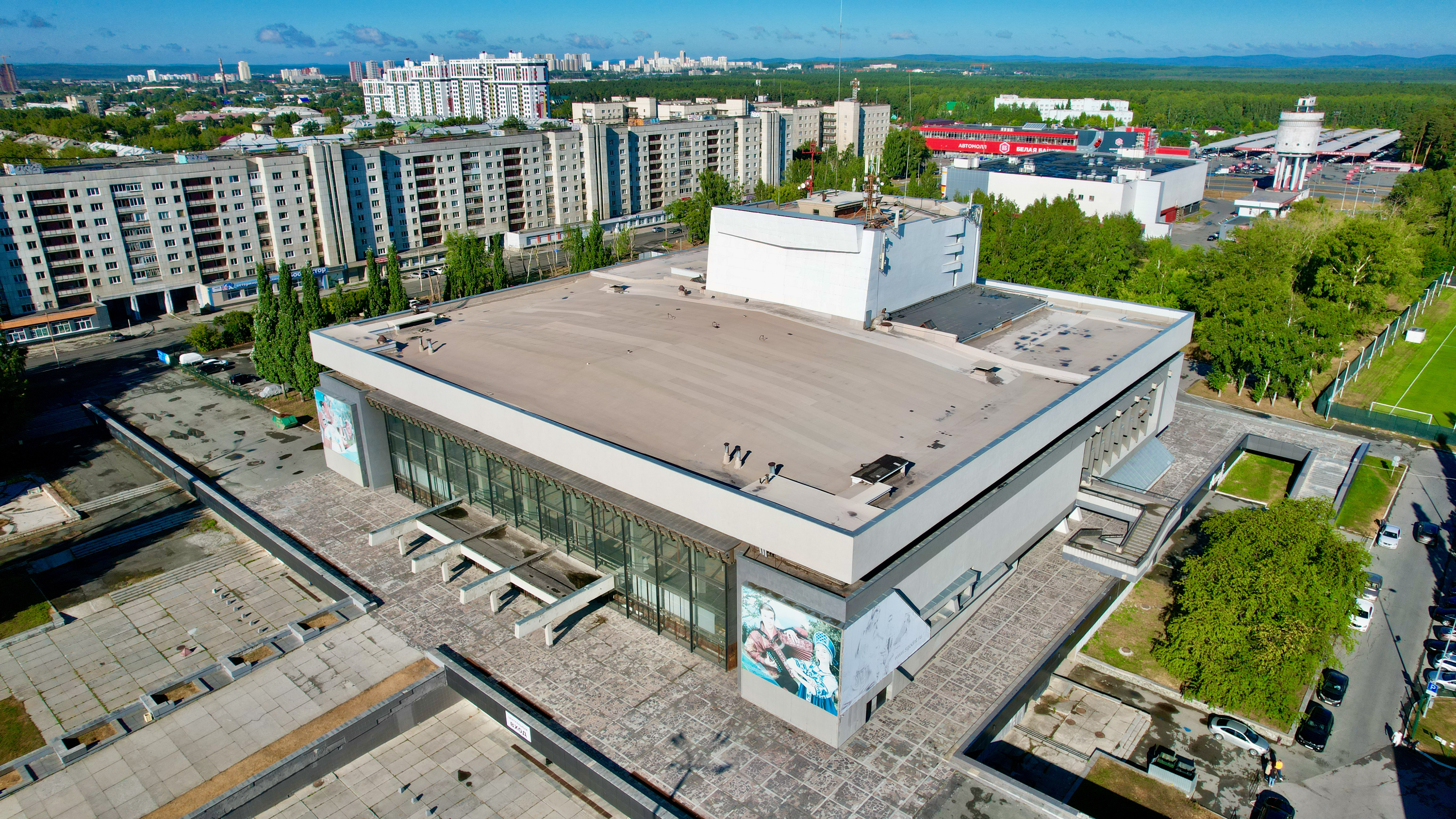
Дворец культуры УЗТМ
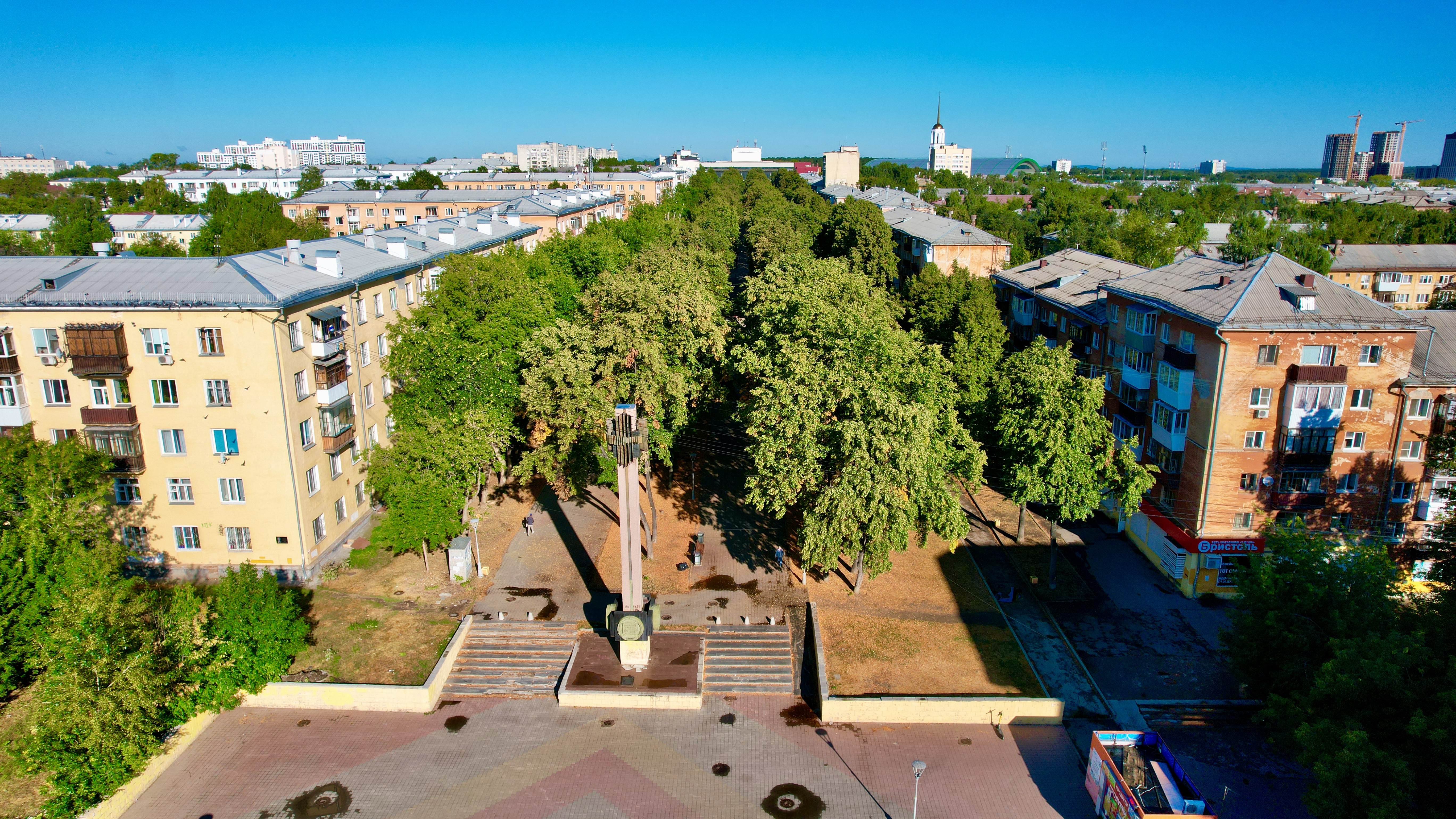
Стела в честь 50-летия УЗТМ
Памятник разведчику Николаю Кузнецову

## Пересечения с другими улицами
Бульвар Культуры пересекают другие крупные улицы и городские магистрали: Фестивальная улица, улица 40-летия Октября, улица Красных Партизан.